# پیستولا
پیستولا (به لاتین: Pistula) یک منطقهٔ مسکونی در مونته‌نگرو است که در شهرداری اولکینج واقع شده‌است. پیستولا ۳۸۴ نفر جمعیت دارد.